# Troncal de Occidente
La Troncal de Occidente o Troncal Occidental es una de las rutas troncales de Colombia establecidas por el decreto 1735 de 2001 del Instituto Nacional de Vías (INVIAS). Inicia su recorrido en el Puente internacional de Rumichaca en la frontera con Ecuador y finaliza en la ciudad de Barranquilla. Esta troncal toma la mayor parte de los tramos y ramales de la Ruta Nacional 25. Es una de las vías más importantes del país ya que es la principal vía de acceso por el sur y recorre 10 departamentos. Cruza por zonas muy importantes del país como el valle del Cauca y el valle de Aburrá donde se encuentran dos de las ciudades más importantes de Colombia (Cali y Medellín), y finaliza en Barranquilla cerca al mar Caribe.  
Tiene una extensión de 1.498,13 km siendo una de las troncales más extensas del país. La ruta se encuentra pavimentada en su totalidad. Hay aproximadamente 120 km en doble calzada que van desde la ciudad de Cali hasta el sitio de La Paila en el municipio de Zarzal y desde el cruce Villa Rica hasta Santander de Quilichao. El ministerio de transporte con base en el proyecto de los Corredores de Competitividad, ha iniciado la adjudicación de dobles calzadas en diversas vías del país donde figuran tramos como Puente Internacional Rumichaca a Pasto, de Popayán a Cali, de La Paila (Zarzal) a Medellín y de Caucasia a Carreto (San Juan Nepomuceno).

## Tramos
| Ruta Nacional | Código  | Tipo  | Sector                                                    | Distancia (km) |
| ------------- | ------- | ----- | --------------------------------------------------------- | -------------- |
|               | 2501    | Tramo | Puente Internacional Rumichaca - San Juan de Pasto        | 82.90          |
|               | 25 NR C | Paso  | Variante de Ipiales                                       | 2.00           |
|               | 2502    | Tramo | San Juan de Pasto - Mojarras                              | 119.80         |
|               | 2503    | Tramo | Mojarras - Popayán                                        | 121.00         |
|               | 25 CC B | Paso  | Variante de Popayán                                       | 16.00          |
|               | 2504    | Tramo | Popayán-Cali, Sector Popayán Santander - Ye de Villarrica | 90.54          |
|               | 2504A   | Tramo | Cruce Villarrica - Puerto Tejada- Palmira                 | 50.10          |
|               | 2505    | Tramo | Cali-Palmira- Andalucía, Sector Palmira- Andalucía        | 80.00          |
|               | 2506    | Tramo | Andalucía - Cerritos                                      | 88.60          |
|               | 2507    | Tramo | Cerritos - La Virginia - Cauyá                            | 55.50          |
|               | 25 RS A | Paso  | Paso Nacional La Virginia                                 | 4.43           |
|               | 2508    | Tramo | Cauyá - La Pintada                                        | 110.00         |
|               | 2509    | Tramo | La Pintada- Medellín                                      | 72.06          |
|               | 2510    | Tramo | Medellín - Los Llanos                                     | 89.00          |
|               | 2511    | Tramo | Los Llanos - Tarazá                                       | 125.00         |
|               | 2512    | Tramo | Tarazá - Caucasia                                         | 63.67          |
|               | 2513    | Tramo | Caucasia - Planeta Rica                                   | 67.10          |
|               | 2514    | Tramo | Planeta Rica - Chinú - Sincelejo                          | 112.50         |
|               | 2513    | Tramo | Sincelejo - Puerta de Hierro - Calamar                    | 139.66         |
|               | 2514    | Tramo | Calamar - Barranquilla                                    | 80.80          |
| Total         |         |       |                                                           | 1570.66        |

 *Anteriormente era el Tramo 02A según Resolución 3700 del 8 de junio de 1995 de Ministerio de Obras Públicas.
 ** Tramo establecido en la Resolución 003700 del 8 de junio de 1995 de Ministerio de Obras Públicas pero eliminado en la Resolución 339 del 26 de febrero de 1999 del ministerio de Transporte 
 *** Anteriormente la Resolución 3700 del 8 de junio de 1995 habìa fijado el tramo desde Popayán hasta Cruce Villarica y del Cruce Vía Cali a Palmira, no se entraba a Cali 
 **** La Resolución 3700 del 8 de junio de 1995 fijó inicialmente el tramo desde Santander de Quilichao hasta Palmira pasando por los municipios de Florida y Pradera. En la Resolución 339 del 26 de febrero de 1999 el trazado inicial del  tramo fue eliminado y convertido en la Ruta Nacional 31, así redefiniendo un nuevo tramo.

## Detalles de la ruta[3]

### Tramo 01
- Puente internacional de Rumichaca (Ipiales)
- Ipiales
- El Pedregal (Imués)
- Tangua
- Consacá
- Sandoná
- La Florida
- Nariño
- Pasto

### Tramo 01A
- Pasto
- Chachagüí
- Buesaco
- El Empate (Albán)
- La Unión
- Mercaderes
- Mojarras (Mercaderes)

### Tramo 01B
- Cebadal (Tangua)
- Zaragoza (Guaitarilla)
- Consacá
- Sandoná
- La Florida
- Nariño
- Pasto

### Tramo 02
- Pasto
- Chachagüí
- Cano
- El Tablón
- El Remolino (Taminango)
- Matacea
- Mojarras (Mercaderes)

### Tramo 03
- Mojarras (Mercaderes)
- El Bordo
- Piedra Sentada (La Sierra)
- Rosas
- Timbío
- Popayán

### Tramo 03A
- El Estanquillo
- Timbío

### Tramo 04
- Popayán
- El Cairo (Cajibío(
- Piendamó
- Tunia (Piendamó)
- Pescador (Caldono)
- Mondomo (Santander de Quilichao)
- Santander de Quilichao
- Cruce Villa Rica (Villa Rica)
- Cali

### Tramo 04A
- Cruce Villa Rica (Villa Rica)
- Puerto Tejada
- Candelaria
- Palmira

### Tramo 05
- Cali
- Palmira
- Amaime (Palmira)
- Buga
- Andalucía

### Tramo 06
- Andalucía
- Uribe (Bugalagrande)
- La Paila (Zarzal)
- Obando
- Cartago
- Cerritos (Pereira)

### Tramo 07
- Cerritos (Pereira)
- Asia (San José)
- Alejandría (Anserma)
- Cauyá (Anserma)

### Tramo 08
- Cauyá (Anserma)
- Anserma
- San Clemente (Guática)
- La Ceiba (Quinchía)
- Riosucio
- Supía
- La Felisa (La Merced)
- La Pintada

### Tramo 09
- La Pintada
- Santa Bárbara
- Primavera (Caldas)
- Caldas
- Itagüí
- Medellín

### Tramo 10
- Medellín
- Bello
- El Hatillo (Barbosa)
- Llanos de Cuivá (Antioquia)

### Tramo 11
- Yarumal
- Ventanas (Yarumal)
- Puerto Valdivia (Valdivia)
- Valdivia
- El Doce (Tarazá)
- Puerto Antioquia (Tarazá)
- Tarazá

### Tramo 12
- Tarazá
- Puerto Bélgica (Cáceres)
- El Guarumo (Cáceres)
- Caucasia

### Tramo 13
- Caucasia
- La Apartada
- Villa Fátima (Buenavista)
- Buenavista
- Planeta Rica

### Tramo 14
- Planeta Rica
- Pueblo Nuevo
- El Viajano (Sahagún)
- La Ye (Sahagún)
- Sahagún
- Chinú
- Sampués
- Sincelejo

### Tramo 15
- Sincelejo
- Corozal
- Morroa
- Los Palmitos
- Puerta de Hierro (Los Palmitos)
- El Piñal (Los Palmitos)
- Ovejas
- El Carmen de Bolívar
- San Jacinto
- San Juan Nepomuceno
- Carreto (San Juan Nepomuceno)
- Calamar

### Tramo 16
- Calamar
- Suan
- Bohórquez (Campo de la Cruz)
- Puerto Giraldo (Ponedera)
- Santa Rita (Ponedera)
- Ponedera
- Palmar de Varela
- Sabanagrande
- Malambo
- Soledad
- Barranquilla